# Oligoryzomys vegetus
Oligoryzomys vegetus é uma espécie de roedor da família Cricetidae.
Apenas pode ser encontrada no Panamá.